# Climacia negrensis
Climacia negrensis is een insect uit de familie sponsvliegen (Sisyridae), die tot de orde netvleugeligen (Neuroptera) behoort. 
Climacia negrensis is voor het eerst wetenschappelijk beschreven door Penny in 1981.